# Markus Kaya
Markus Kaya (* 20. Oktober 1979 in Berlin) ist ein ehemaliger deutscher Fußballspieler (Mittelfeld) aramäischer Abstammung (aus dem Tur Abdin). Zuletzt spielte er für den VfB Hüls.

## Laufbahn
Kaya begann mit dem Fußballspiel in den Jugendabteilungen der Berliner Vereine Kickers 1900, Hertha Zehlendorf und Tennis Borussia. 1996 wechselte Kaya als A-Jugendlicher zum Revierklub Schalke 04 und rückte 1998 in den Profikader auf. Am letzten Spieltag der Saison 1998/99 kam er beim Auswärtsspiel gegen TSV 1860 München zu seinem einzigen Bundesligaeinsatz, als er in der 63. Minute für Jiří Němec eingewechselt wurde. Das Spiel gewann Schalke mit 5:4. Als sich Kaya auch in der folgenden Saison nicht im Profikader durchsetzen konnte, wurde er in der Winterpause für ein halbes Jahr an den Regionalligisten Rot-Weiss Essen verliehen, um dort Spielpraxis zu sammeln.
Da Schalke von einer weiteren Verpflichtung von Kaya absah, wurde er von Rot-Weiss Essen zur Saison 2000/01 verpflichtet. Bereits zu Beginn der Saison erlitt Kaya einen Wadenbeinbruch, wodurch er fast die gesamte Hinrunde ausfiel. In seiner zweiten Saison bei RWE kam Kaya nur noch sporadisch zum Einsatz, ein Grund dafür war seine öffentliche Kritik an Trainer Klaus Berge, die dazu führte, dass er aus dem Kader für einige Zeit gestrichen wurde. Rot-Weiss Essen verlängerte 2002 den Vertrag mit Kaya nicht mehr und er fand letztlich in der SSVg Velbert einen neuen Klub.
Mit dem Oberligisten gewann er 2003 und 2006 den ARAG-Cup und erreichte mit dem Viertligisten 2003 die zweite Runde im DFB-Pokal, nachdem das Team in der Ersten Runde den Zweitligisten 1. FSV Mainz 05 nach Elfmeterschießen ausgeschaltet hatte. 2003 errang Kaya zudem die Oberligameisterschaft mit Velbert. Da Velbert jedoch keine Lizenz für die Regionalliga beantragt hatte, verblieb der Klub in der Oberliga. Im September 2006 ließ Kaya, der bereits seit längerer Zeit Kapitän der Velberter war, seinen Vertrag zur Winterpause auflösen und wechselte zum Ligakonkurrenten Rot-Weiß Oberhausen. Er folgte damit Trainer Hans-Günter Bruns, der Velbert bereits im Sommer in Richtung Oberhausen verlassen hatte. Kaya, der von Experten als „bester Spieler der Oberliga Nordrhein“ bezeichnet wurde, schaffte mit RWO 2007 und 2008 den direkten Durchmarsch von der Oberliga Nordrhein über die Regionalliga Nord in die Zweite Bundesliga. In der Regionalligasaison 2007/08 etablierte sich Kaya endgültig auch in Oberhausen als „Führungsspieler“ und erzielte elf Tore, darunter zwei, die er am ersten Spieltag beim 4:1-Auswärtssieg gegen Rot-Weiss Essen geschossen hatte. Damit war Kaya der torgefährlichste Mittelfeldspieler der Regionalliga Nord. Am zweiten Spieltag der Saison 2008/09 war es der Mittelfeldregisseur, der mit einem direkt verwandelten Freistoß das erste Oberhausener Zweitligator seit vier Jahren erzielte. 2011 stieg RWO in die 3. Liga ab und Markus Kaya verließ den Club; er wechselte zurück zur SSVg Velbert in die NRW-Liga. Mit der Spielvereinigung gelang ihm 2011/12 der Aufstieg in die Regionalliga West. 2014 verließ er den Klub.
Markus Kaya schloss sich dem Oberligisten VfB Hüls als spielender Co-Trainer an, der Verein meldete allerdings nach der Saison 2014/15 das Oberliga-Team vom Spielbetrieb ab. Für den Neuanfang in der Bezirksliga übernahm Kaya das Traineramt und verblieb bis zum Ende der Saison 2016/17 als Spielertrainer. Parallel hierzu trat er auch für Schalke in einer Alt-Herren-Liga in Erscheinung, ehe er im April 2017 als Co-Trainer der B-Junioren zu seinem ehemaligen Ausbildungsverein zurückkehrte. Von 2020 bis zum März 2023 trainierte er die A-Jugend von Rot-Weiß Oberhausen. Am 7. März 2023 übernahm er das Traineramt beim abstiegsbedrohten Regionalligisten Rot-Weiss Ahlen. Trotz erfolgreichen Klassenerhalts wurde sein Vertrag nicht über das Saisonende hinaus verlängert.

## Tor des Monats
Kayas 50-Meter-Treffer zur vorentscheidenden 2:0-Führung (Endstand 4:1) am 18. Mai 2008 beim SV Babelsberg 03 wurde von den Zuschauern der ARD-Sportschau zum Tor des Monats Mai gewählt. Durch diesen Auswärtssieg am 36. Spieltag der Regionalliga West festigte Rot-Weiß Oberhausen den zweiten Platz, stieg zwei Wochen später hinter Rot Weiss Ahlen in die Zweite Bundesliga auf und schaffte so den Durchmarsch von der vierten in die zweite Liga.